# Canelazo

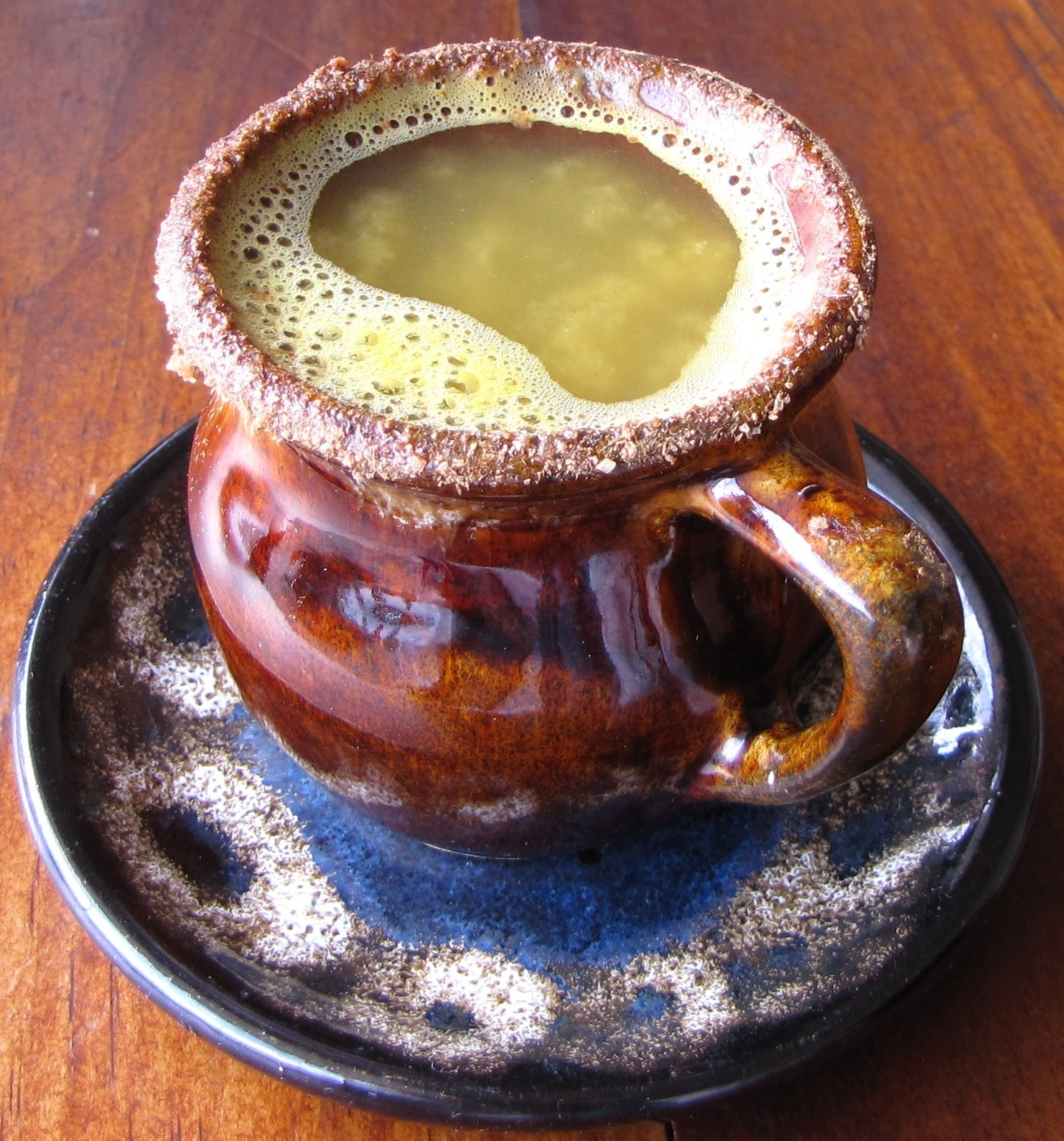
Colombiaanse canelazo

Canelazo is een warme alcoholische drank die gedronken wordt in de klimatologisch koude bergachtige streken van de Zuid-Amerikaanse landen Ecuador, Colombia en Peru. De drank wordt veel aangeboden in de toeristische La Candelaria, het historische centrum van de Colombiaanse hoofdstad Bogota, gelegen op 2600 meter hoogte in de Sabana de Bogotá.

## In Ecuador en Colombia
Canelazo wordt in Ecuador en Colombia normaal gesproken bereid met aguardiente, suiker of panela en kaneelwater. Traditioneel wordt canelazo bereid met zelfgemaakte aguardiente, tegenwoordig wordt veel gebottelde aguardiente gebruikt. Er bestaan veel variaties op het recept.
De oorsprong van de drank is onbekend, maar wordt sinds lange tijd in de koude hoger gelegen delen van de Andes genuttigd. In Ecuador wordt canelazo ook soms door rondtrekkende verkopers aangeboden tijdens feesten. Canelazo is met name populair rond de kerstdagen. In 2005 werd begonnen met commerciële botteling van een alcoholvrije versie van de drank, bedoeld voor de export.

## In Peru
Canelazo wordt in de noordelijke bergen van Peru, met name in de provincie Ayabaca van de regio Piura gedronken. De drank wordt in Peru bereid door het mengen van aguardiente van suikerriet met suiker (of chancaca) en kaneel in water gekookt; soms worden citroen en chicha de jora toegevoegd.